# Levon Ekmekdschian

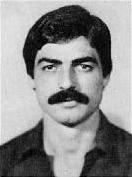
Levon Ekmekdschian

Levon Ekmekdschian (armenisch Լևոն Էքմէքճեան, türkisch Levon Ekmekçiyan, * 1958 in Bourj Hammoud, Libanon; † 28. Januar 1983 in Ankara, Türkei), auch Levon Ekmekjian oder Abu Raschid, war ein libanesischer Terrorist und Mitglied der extremistischen armenischen Organisation Asala.
Gemeinsam mit seinem Komplizen Zohrab Sarkisyan verübte er am 7. August 1982 einen Bombenanschlag auf dem Flughafen Ankara-Esenboğa. Bei dem Einschreiten der Sicherheitskräfte wurde sein Komplize in einem Schusswechsel getötet und Ekmekdschian zog sich mit zahlreichen Geiseln in das Flughafenrestaurant zurück, bis er nach mehreren Stunden aufgab und verwundet gefasst wurde. Bei dem Anschlag starben neun Personen, 72 wurden verwundet. Unter den Todesopfern war auch ein deutscher Ingenieur. Nach einer medizinischen Behandlung wurde Ekmekdschian in das Militärgefängnis Mamak überführt.
Er hatte die Auswahl zwischen der Hinrichtung und Geständnis: Nachdem ihm versprochen wurde, dass er nicht hingerichtet werden würde, falls er die Pläne und Aktivitäten der Asala offenlegte, tat er alles kund. Zu ihm ins Gefängnis kam ein Team, das von der Präsidentenliaison des Nationalen Nachrichtendienstes MİT und Kenan Evrens Schwiegersohn Erkan Gürvit geleitet wurde. Das Versprechen für ihn wurde nicht eingehalten.
Nach dem Militärgerichtsverfahren wurde der am 7. September 1982 zum Tode verurteilte Ekmekçiyan am 28. Januar 1983 im Militärgefängnis Nr. 3 in Ankara hingerichtet. Seine Beerdigung fand am Friedhof Cebeci Asri Mezarlığı in Ankara statt.